# Patty Kempner
Patricia „Patty” Kempner (Augusta, Georgia, 1942. augusztus 24. –) amerikai úszónő és olimpiai bajnok. Részt vett az 1960. évi nyári olimpiai játékokban, ahol csapatával közösen aranyérmet szerzett 4 × 100 m vegyes váltóban.